# Peter Mattis
Peter Mattis est un développeur informatique, entrepreneur et chef d'entreprise américain. Il est le vice-président à l'ingénierie de Cockroach Labs, une entreprise qu'il a cofondée en 2015. En tant que développeur, il a créé GIMP (lorsqu'il était encore à l'université) un logiciel d'édition d'images ainsi que CockroachDB, le logiciel éponyme de son entreprise.

## Jeunesse et études
Mattis étudia à l'Université de Californie à Berkeley. Durant ses études, en 1995, il développa la toute première version du logiciel GIMP en tant que projet de classe, aidé de son camarade de chambre, Spencer Kimball. Il fut également membre du groupe étudiant nommé eXperimental Computing Facility (XCF). Il fut diplômé d'une licence en informatique et en génie électrique dans la même université en 1996[réf. nécessaire].

« Spencer travailla beaucoup plus sur GIMP tandis que je travaillais beaucoup plus sur GTK. Cela permit une césure qui nous autorisa à travailler en parallèle beaucoup plus facilement. J'ai probablement écrit 95 pour cent du code original de GTK. Les seuls widgets que je n'ai pas codés sont ceux de sélection de fichiers, de texte et de règle. »

— Peter Mattis en 1999

## Carrière
Mattis fut auparavant employé comme ingénieur chez Google, où il travailla sur le Google Servlet Engine et fut un des fers de lance de Colossus, une nouvelle version du Google File System.
En 2013, il lança l'entreprise Viewfinder avec Spencer Kimball et Brian McGinnis. Ils y développèrent une application qui permettait aux utilisateurs de partager des photos et de parler en privé. Cette entreprise fut rachetée par Square Inc en décembre 2013.